# Houbaropsis
Houbaropsis é um género de aves da família Otididae, contendo apenas uma espécie, o sisão bengalês (Houbaropsis bengalensis).